# Chamaecrista labouriauae
Chamaecrista labouriauae là một loài thực vật có hoa trong họ Đậu. Loài này được (H.S. Irwin & Barneby) H.S. Irwin & Barneby miêu tả khoa học đầu tiên năm 1982.